# Mikayil Faye
Mikayil Ngor Faye (Sédhiou, 14 juli 2004), beter bekend als Mika Faye, is een Senegalese voetballer die doorgaans speelt als verdediger voor Stade Rennais. Faye debuteerde in 2024 in het Senegalees voetbalelftal.

## Clubcarrière
Faye komt uit de jeugdopleiding van Diambars FC uit Saly, Senegal. Hij is van nature een verdediger, maar kan ook als linksback functioneren. In 2023 werd hij gescout door verschillende clubs, waaronder Olympique de Marseille, Stade de Reims, en andere clubs uit Frankrijk en Spanje. Hij liep stage bij Dinamo Zagreb, maar sloot zich kort daarna aan bij NK Kustošija, een club van een landgenoot, in februari 2023.
Hij maakte zijn debuut op 8 maart 2023 tegen HNK Orijent 1919 in de Hrvatska Nogometna Liga en scoorde zijn eerste doelpunt op 22 mei 2023 tegen NK Hrvatski Dragovoljac.
Op 19 juni 2023 vertrok hij naar FC Barcelona om voor Barça Atlètic te spelen. Hij tekende een contract tot 2027. Hij maakte zijn debuut op 3 september 2023 in de Primera Federación tegen Real Unión.